# Engelbrechtsche Wildnis
Engelbrechtsche Wildnis település Németországban, Schleswig-Holstein tartományban. Lakosainak száma 813 fő (2023. december 31.). Engelbrechtsche Wildnis Herzhorn és Glückstadt községekkel határos.

## Népesség
A település népességének változása:
| Lakosok száma | 752  | 875  | 893  | 833  | 808  | 813  |
|               | 1975 | 2017 | 2019 | 2021 | 2022 | 2023 |